# پایگاه نیروی هوایی تامبارام
پایگاه نیروی هوایی تامبارام (به انگلیسی: Tambaram Air Force Station) یک فرودگاه نظامی است که یک باند فرود آسفالت دارد و طول باند آن ۱۵۱۳ متر است. این فرودگاه در کشور هند قرار دارد و در ارتفاع ۲۷ متری از سطح دریا واقع شده است.